# Harapan Baru (Rundeng)
Harapan Baru is een bestuurslaag in het regentschap Subulussalam van de provincie Atjeh, Indonesië. Harapan Baru telt 342 inwoners (volkstelling 2010).